# 후카자와 유타
후카자와 유타(일본어: 深澤 佑太, 2000년 8월 15일~)는 일본의 축구 선수이다.

## 구단 경력
그는 2023년 J3리그의 에히메 FC에 입단했다. 2023년 J3리그 우승으로 J2리그로 승격했다.